# スリンガー (護衛空母)
|          |                                         |
| 艦歴     |                                         |
| 発注     |                                         |
| 起工     | 1942年5月25日                           |
| 進水     | 1943年9月19日                           |
| 就役     | 1943年8月11日                           |
| 退役     | 1946年4月12日                           |
| 除籍     |                                         |
| その後   | 1970年にスクラップとして廃棄            |
| 性能諸元 |                                         |
| 排水量   | 8,333トン                               |
| 全長     | 496 ft (151 m)                          |
| 全幅     | 69.5 ft (21.2 m)                        |
| 吃水     | 23.25 ft (7.1 m)                        |
| 機関     | 蒸気タービン1軸推進、8,500shp           |
| 最大速   | 18 ノット (33 km/h)                     |
| 航続距離 |                                         |
| 乗員     | 士官、兵員646名                         |
| 兵装     | 5インチ砲2門、40mm機銃8基、20mm機銃35基 |
| 搭載機   | 18-24                                   |

チャタム (USS Chatham, AVG/ACV/CVE-32) は、アメリカ海軍の護衛空母。ボーグ級航空母艦の1隻。

## 艦歴
チャタムはワシントン州タコマのシアトル・タコマ造船所で1942年5月25日に起工した。1943年8月11日にレンドリース法に基づきイギリス海軍に移管され、スリンガー (HMS Slinger, D26) と命名された。
1944年2月5日に触雷するが、10月17日に戦線復帰する。1945年に太平洋戦線に転属、航空機運搬任務に従事する。
戦争が終了するとスリンガーは1946年2月27日にアメリカ海軍へ返還され、1946年11月7日に売却、Robin Mowbray と改名される。1970年に台湾でスクラップとして廃棄された。